# プリンセスメーカー2
『プリンセスメーカー2』は、1993年にガイナックスがPC-9801用に制作したコンピューターゲーム。ファンタジー世界で娘を育てる育成シミュレーションゲーム『プリンセスメーカー』シリーズ第2弾。
PC-9801版の発売以降、各種パソコンや家庭用ゲーム機に移植された。
シリーズ後続作品への影響は大きく、『プリンセスメーカー 〜Legend of Another World〜』は実質的に本作品のリメイクである。また『プリンセスメーカー4』は本作品を意識して作られている。

## 歴史
プリンセスメーカー2
1993年6月15日、PC-9801版発売。媒体はフロッピーディスク。発色数16。BGMは梶原正裕のサウンドドライバー（PMD及びMMD）によりFM音源の他、MIDIによりMT-32及びGeneral MIDIにも対応している。
1993年12月16日、DOS/V版発売。
1994年9月30日、FM-TOWNS版発売。CD-ROM媒体でVGA相当の解像度（640ドット×480ライン）で256色モードを採用。ゲーム中はBGMはFM音源とPCM音源を駆使して演奏され、娘の台詞がCD-DAで再生される。娘の声優は笠原弘子。また、娘の立ち姿が従来の真正面から斜め前に向いたポーズに一新されており、FM-TOWNS版は以後の移植のベースとなった。
1995年6月16日、NECホームエレクトロニクスよりPCエンジン版がCD-ROM2で発売。PC-9801版の移植。娘の声は久川綾。アーケードカード対応。
1995年7月14日、Classic Mac OS版発売。
1995年8月15日、Microsoft Windows 3.1版発売。Windows 95には非対応だが、ユーザー登録していればバージョンアップできた。
1995年10月27日、マイクロキャビンよりセガサターン (SS) 版発売。FM-TOWNS版の移植。娘の声は久川綾で、ナレーションは小川真司が担当している。
1995年12月9日、マイクロキャビンより3DO版発売。SS版と同仕様だが、初期型機種ではCD-ROMドライブが等速仕様のため、ディスクアクセスが遅い。
1996年10月9日、Microsoft Windows 95版発売。MIDI音源対応。Windows 3.1用の実行ファイルもCD-ROM内に同梱されている。
1997年6月20日、SS廉価版発売。
2000年1月28日、Microsoft Windows 95/Me版発売。
2004年9月30日、PlayStation 2版発売。リファイン版（後述）の移植。
2005年2月14日、ティンマシンよりiアプリ向けに配信。
2005年10月20日、PS2廉価版発売。
2007年8月2日、ティンマシンよりEZweb向けに配信。
プリンセスメーカーコレクション
2001年7月19日、セガより『プリンセスメーカー ゆめみる妖精』を同時収録したドリームキャスト版発売。
2003年3月6日、廉価版発売。
プリンセスメーカー2 リファイン
2004年2月27日、Microsoft Windows 98/XP版発売。
2016年9月、サイバーフロント系列だった韓国法人・CFKがSteam版の発売を同年秋に行うと発表した。Steam版リファインの発売はガイナックスとCFK共同計画の一環であり、今後プリンセスメーカー全作品のSteam版の展開が計画されている。
プリンセスメーカー2 クラシック
2004年8月6日、Microsoft Windows 98/Me/XP版。
2005年9月30日、廉価版発売。
プリンセスメーカー メモリアルボックス
2007年3月3日、Windows版シリーズ5巻セット発売。『2』はリファイン版を収録。
2007年9月28日、『5』の公式ガイドブック同梱版発売。
プリンセスメーカー2 リジェネレーション
2024年7月11日、Nintendo Switch/Steam版。
2024年8月8日、PlayStation 4/PlayStation 5版
元のPC-98版の発売から30周年となることを記念し制作された。発売元はBliss Brain。『リファイン』をベースにしつつ高解像度化が図られているほか、イラスト担当の赤井孝美によりPC-98版に近いテイストのグラフィックに一新されている。また、オープニングには、赤井が代表取締役を務める米子ガイナックスが制作したアニメーションが追加されている。なお、PS4/PS5版はプラットフォーム独自の倫理基準適応のため、一部の仕様が変更された上、発売日も延期された。

## ゲーム内容
まず、娘の名前・誕生日・血液型を設定する。娘の星座と血液型の組み合わせによって、それぞれの個性が決定する。パラメータ初期値の違いのほか、血液型の違いで月ごとのパラメータ修正が加わる。
ゲーム開始時の娘は10歳で、プレーヤーは彼女が成長していく8年間を見守ることになる。
娘の能力はアルバイトや習い事によって成長していく。プレーヤーは1か月単位でスケジュールを入力する。毎年9月には「収穫祭」という国全体で祝う大きな祭りがあり、開催される各種大会で優勝すれば多額の賞金と知名度が得られる。
見下ろし型のロールプレイングゲーム的要素も含まれており、武者修行としてモンスターが徘徊する野外を冒険できる。
8年が経過すると、娘の能力やそれまでに取った行動によって将来が決まり、エンディングとなる。エンディングは74種類。そのほかに結婚相手による追加エンディングが存在するが、リジェネレーションのPS4/PS5版では2種類が削除された。

## ストーリー
地上で繁栄を続けた人間たちはいつしか堕落し、清い心を失ってしまった。罰を下すため侵攻を始めた魔王の軍勢の前に、人間の王国は滅亡の危機に瀕する。そのとき一人の剣士が立ち上がり、魔王に一騎討ちを挑んで撃退する。こうして王国は救われた。王は剣士を讃え、勇者の称号を与えるとともに住まいを与えた。そして都に居を構えることを望まれた。勇者はこれを受け、都に住むことになった。
大空の星が満天に輝くある夜、勇者は何かに導かれるように城外にある小高い丘の上へとやってきた。そこで天空に住む星の神からひとりの少女を授かることになる。天界の娘を地上で成長させ、その結果を確かめることで、人間たちが本当に悔い改めたのかを判断しようというのだ。こうして勇者は父親として少女を育てることになった。

## 登場人物

### プレーヤーの家族と重要人物
娘
勇者が天界の守護星より授かった少女。当人は出自を知らず、普通の人間だと思っている。
声の担当はFM TOWNS、Classic Mac OS、Windows、ドリームキャスト版は笠原弘子。PCエンジン、セガサターン、3DO版は久川綾。PlayStation 2、リファイン版は西村ちなみ。
父親
王国を魔王の軍勢から救った勇者。日本人とは明確に断言はされていないが、東洋の遠い国生まれであることが娘との会話で明らかになっている。
キューブ
執事を務める魔族の少年。
以降の作品にも登場する人気キャラクター。
声の担当はセガサターン、3DO版は田中真弓。リファイン版はサエキトモ。

### 娘のライバル
アニータ・カサンドラ
《戦士評価》が高いと登場する女性剣士。養父ゼノの経営する武器屋を手伝っている。
声の担当はセガサターン、3DO版は滝本富士子。
イメージソースは武田久美子。
ウェンディー・ラキシス
《魔法評価》が高いと登場する、自称「魔★法★少★女」。国一番の魔法使いになって悠々自適な老後を送る夢をもっている。雑貨屋でアルバイトしている。
声の担当はセガサターン、3DO版は千葉千恵巳。
イメージソースは高岡早紀。
パトレイシア・ハーン
《社交評価》が高いと登場する、国一番の財産家の娘。収穫祭では、王国芸術祭とダンスパーティーの両方に登場する。
声の担当はセガサターン、3DO版は松下美由紀。
イメージソースは池田昌子。
マルシア・シェアウェア
《家事評価》が高いと登場する、おとなしい女の子。料理屋でアルバイトしている。
声の担当はセガサターン、3DO版は草地章江。
イメージソースは小松美幸。

## 開発
当時のゲームは続編の題名にローマ数字で "Ⅱ" をつけることが多かったため、あえて反抗してアラビア数字で "2"とつけている。
前作が好評だったために制作されたのだが、そのときに寄せられた要望はそのままの形ではほとんど反映されていない。たとえば「育てられる娘の種類を増やしてほしい」という意見を実現させると、ゲームの密度は人数が増えた分だけ薄くなってしまう。その代わり、イベントや娘の成長バリエーションを増やすという形で希望に沿うようにしている。

## 評価
『プリンセスメーカーコレクション』はファミ通DCクロスレビューでは7、6、5の18点。レビュアーはオリジナルそのまま移植しているため発売当時としては革新的だったが今となっては古いことについてそれでも楽しいとした者とプレイしにくいため多少手を加えてほしかったとし、『2』の次に『ゆめみる妖精』をプレイすると進歩がよりわかりやすく未プレイの人にとっては古くて操作に問題がある印象を受けるとした者で分かれたが、赤井孝美ファンや育成ゲームの元祖を味わいたい人には十分に価値があるとした。

## 関連商品
- 書籍
  - 『プリンセスメーカー2 子育てファイル』新紀元社、1993年12月。ISBN 4883176096
  - 『プリンセスメーカー1・2コレクション』新紀元社、1994年8月。ISBN 4-88317-615-0
  - 『プリンセスメーカー2を一生楽しむ本』ケイブンシャ〈セガサターン必勝法スペシャル〉、1996年3月。ISBN 4-7669-2416-9
- CD
  - 『プリンセスメーカー2』（NECアベニュー / NACL-1169）